# 兵庫県立出石特別支援学校
兵庫県立出石特別支援学校（ひょうごけんりつ いずしとくべつしえんがっこう）は、兵庫県豊岡市出石町宮内にある県立特別支援学校。知的障害がある児童・生徒を教育対象とする。美方郡香美町にみかた校（分校）も有する。

## 沿革
隣接地にある精神薄弱児施設「兵庫県立出石学園」（現在は障害者支援施設「出石精和園」）入所者のための分校として設立され、その後独立校となったのが本校である。以下、本校公式サイト「学校概要」による。
- 1967年（昭和42年）2月1日 - 出石町立弘道小学校出石学園分校・出石町立出石中学校出石学園分校開校。
- 1974年（昭和49年）4月1日 - 出石学園分校が兵庫県立出石養護学校として独立。
- 1979年（昭和54年）4月1日 - 和田山分校（肢体不自由対象）設置。
- 1986年（昭和61年）4月1日 - 高等部設置。
- 1992年（平成4年）4月1日 - 和田山分校が兵庫県立和田山養護学校として独立。
- 2005年（平成17年）4月1日 - 学校名を兵庫県立出石特別支援学校に変更。
- 2010年（平成22年）4月1日 - 兵庫県立和田山特別支援学校の肢知併置化に伴い、校区の一部を移管。
- 2015年（平成27年）4月1日 - 美方郡香美町にみかた校を設置（香美町立射添小学校に隣接。旧香美町立射添中学校の校舎を改修）。
- 2016年（平成28年）4月1日 - 小・中学部の一部を豊岡聴覚特別支援学校に移管。

## 設置学部
- 小学部
- 中学部
- 高等部

## 通学区域
「兵庫県立特別支援学校通学区域」による。開校当初は但馬県民局管内全域が通学区域であったが、上述の経緯により現行では以下の通りとなっている。
本校
- 豊岡市（小・中学部は豊岡聴覚特別支援学校校区を除く）
- 養父市（養父市立八鹿青渓中学校、養父市立関宮学園校区）

みかた校
- 香美町
- 新温泉町

## アクセス
- JR豊岡駅もしくは江原駅から出石方面へのバスに乗車、「特別支援学校」バス停下車。ただし便数はごく僅か。
- 北近畿豊岡自動車道八鹿氷ノ山インターチェンジから北東へ車で約25分。
- 一般の児童生徒は主にスクールバスを利用。

## 統廃合予定
本校と兵庫県立豊岡聴覚特別支援学校は児童生徒数の減少等から、2022年2月、2023年春に両校を統合し本校を新設校として利用する計画を県教育委員会が示したが、保護者から統合中止を求める嘆願書が出され、県議会も申し入れを行ったことからいったん統合延期となる。その後「統合後の新しい学校像検討会議」の議論等により、2027年春に両校を統合し校地は兵庫県立豊岡南高等学校旧校地を用いることで方針が固まった。